# Tanyconops longicaudus
Tanyconops longicaudus är en tvåvingeart som beskrevs av Schneider 2010. Tanyconops longicaudus ingår i släktet Tanyconops och familjen stekelflugor. Inga underarter finns listade i Catalogue of Life.